# 爺サマー
『爺サマー』（じいサマー）は、2008年7月に大都技研から発売された5号機のパチスロ機。保通協における型式名は「ジイサマー7」。吉宗シリーズの爺が主役である。
元は2006年10月の「手軽に安く遊べるパチンコ・パチスロキャンペーン展示会」に参考出品された機種だが、2年近いブランクを経て、多少スペックを変更し市場に投入されることとなった。

## 特徴
- 成立する小役（パイナップル･チェリー）は取りこぼすことがないため、通常時・ボーナス中共に目押しは不要である（目押しが必要なのはボーナスを揃える時のみ）。
- リプレイとボーナスの同時抽選があり、本機ではこれがメインのボーナス当選契機となっている。ボーナス成立後はリプレイ確率が上昇するため、リプレイが連続するとボーナスの期待が高まる。
- ビッグボーナス（青7揃い）は345枚を超える払い出しで終了（純増枚数312枚）。ミドルボーナス（爺夏図柄揃い）は105枚を超える払い出しで終了（純増枚数104枚）。

## 演出
- 大都技研ではおなじみのシャッター付き筐体を使用しているが、他の機種と違い通常時シャッターは閉まったままで何の演出も発生しない。
- リプレイが連続するとシャッターがガタガタ振動する。
- ボーナスが確定すると「キーン」の音と共にシャッターが開放し、爺の顔が登場する。（なお爺の代わりにくの一が登場すればビッグボーナス確定）

## スペック
※メーカー発表値。
| 設定 | BIG確率 | REG確率 |
| ---- | ------- | ------- |
| 1    | 1/288   | 1/512   |
| 2    | 1/276   | 1/505   |
| 3    | 1/265   | 1/497   |
| 4    | 1/253   | 1/490   |
| 5    | 1/237   | 1/475   |
| 6    | 1/219   | 1/395   |